# Si no tienes nada que decir entonces calla
Si no tienes nada que decir entonces calla es el tercer disco de estudio de la banda chilena Fother Muckers, lanzado el 31 de diciembre de 2009. El disco se puede descargar de forma gratuita desde la página del Sello Cazador, donde es el álbum con más descargas a la fecha de la banda sobrepasando las 10 mil descargas.

## Lista de canciones
| Si no tienes nada que decir entonces calla |                        |                                   |          |  |
| N.º                                        | Título                 | Vocalista principal               | Duración |  |
| 1.                                         | «Quién te apura»       | Cristóbal Briceño                 | 1:55     |  |
| 2.                                         | «Nunca se apaga»       | Cristóbal Briceño                 | 2:41     |  |
| 3.                                         | «Decirlo y no decirlo» | Cristóbal Briceño y Simón Sánchez | 3:26     |  |
| 4.                                         | «Gente tan diferente»  | Cristóbal Briceño                 | 4:05     |  |
| 5.                                         | «Cocino solo para mí»  | Cristóbal Briceño                 | 1:38     |  |
| 6.                                         | «Jessica»              | Cristóbal Briceño                 | 1:12     |  |
| 7.                                         | «Meteoro, meteoro»     | Cristóbal Briceño                 | 3:36     |  |
| 8.                                         | «Supermercado»         | (Instrumental)                    | 4:04     |  |
| 9.                                         | «Ola de terror»        | Cristóbal Briceño                 | 4:19     |  |
| 10.                                        | «Dos veces no»         | (Instrumental)                    | 1:31     |  |
| 11.                                        | «Buscando oro»         | Simón Sánchez                     | 4:02     |  |

## Personal
- Cristóbal Briceño (Voz y guitarra)
- Simón Sánchez (Bajo, voz y coros)
- Héctor Muñoz (Guitarra)
- Martín del Real (Batería)
- Cristian Soto (Batería)
- Paco Paquerro (Teclado)

## Enlaces
- Página oficial de Fother Muckers

- Datos: Q6127328